# Михайлова, Анна Дмитриевна
А́нна Дми́триевна Миха́йлова (род. 5 апреля 1972 года, город Пушкин, Ленинград) — российский дизайнер головных уборов, стилист, парикмахер, предпринимательница и общественная деятельница. По версии международного Фонда Микеланджело (Michelangelo Foundation) входит в число 650 носителей уникальных ручных ремёсел во всём мире. Автор более 2000 моделей головных уборов, прозванная светской прессой «русским Филипом Трейси». Создательница шляп для постановок Театра Бориса Эйфмана, Санкт-Петербургского Мюзик-Холла, театра Музыкальной Комедии, а также для звёзд сцены и для скачек. Организатор стилистических шоу. Учредитель фестиваля «Красота над Невой». Двукратный лауреат Russian Beauty Award.
Обладательница мирового рекорда 2002 года «Самый быстрый парикмахер» (315 причёсок за 12 часов).
Визитная карточка Анны Михайловой — длинные (более 10 см) натуральные ногти, которые используются как парикмахерский инструмент.
Живёт и работает в Санкт-Петербурге.

## Биография
Анна Михайлова (Глебова) родилась 5 апреля 1972 года в пригороде Ленинграда Пушкине (Царское село). Родители — инженерно-технические работники: Дмитрий Михайлович Глебов — инженер-оптик, Галина Георгиевна Глебова — программист. Бабушка по отцу — известный советский агроном и автор научных трудов по селекции Екатерина Ильинична Глебова, селекционер чёрной смородины. Вторая бабушка — портниха Таллиннского дома моделей.
Окончила школу № 530 Пушкинского района, затем Индустриально-Технический колледж и факультет технологии и дизайна РГПУ имени Герцена. Владение основами сопромата и других технических дисциплин очень пригодилось впоследствии при конструировании головных уборов из разных материалов.
Первой работой будущего дизайнера в 1992 году стало место школьного учителя труда для мальчиков. Однако продержалась она лишь одну четверть. Глобальные перемены в экономике оставили семью практически без заработка, и Анна начала делать своими руками нарядные заколки на продажу и различные аксессуары для невест, а также стричь и делать причёски. Не имея парикмахерского образования, принципы стрижки и укладки Анна изучала по книгам в Публичной библиотеке. Лишь в 1996 году, будучи фактически парикмахером и стилистом, Михайлова закончила экстерном парикмахерский колледж «Локон» и получила профессиональное образование.
В 1998 году приняла участие в своём первом парикмахерском конкурсе, где заняла 2 место.
В 1999 году открыла свой первый салон красоты. На международном фестивале Zonder Prix в Риге организовала и провела первое самостоятельное стилистическое шоу «Серенада вампиров». После её карьера в бьюти-индустрии начала стремительно набирать обороты.

## Профессиональная деятельность
В 2000 году на Чемпионате Санкт-Петербурга по парикмахерскому искусству и эстетике, организованном Союзом парикмахеров и косметологов России, Анна стала абсолютным чемпионом Санкт-Петербруга по причёскам и декоративной косметике, а также получила гран-при по всем видам фантазийных работ и гран-при по авангардной причёске. Впоследствии чемпионом различных конкурсов в сфере парикмахерского искусства стилист становилась 43 раза.
2001 год — статус топ-стилиста ряда косметических фирм (Wella, Cutrin, Cadus и др), который Михайлова в общей сложности сохраняла в течение 17 лет. Стилистическая коллекция «Нева и Петербург». В дальнейшем Михайлова создаёт в среднем по одной коллекции в год. Гастроли стилистических шоу проходят в России, Восточной и Западной Европе, Израиле, Турции и других странах. В своих коллекциях использует разного рода фантазийные головные уборы, порою достигающие в размере двух метров.
2002 год — устанавливает мировой рекорд «Самый быстрый парикмахер в мире», сделав 315 причёсок за 12 часов.
2007- первый международный фестиваль «Красота над Невой», в котором приняли участие стилисты из 15 стран. Анна Михайлова выступила в нём идеологом и основным организатором. В рамках проведения фестиваля был разведён днём Благовещенский мост. Фестиваль «Красота над Невой» проходил в Петербурге в течение 5 лет с участием стилистов из Восточной и Западной Европы, США, Австралии и других стран.
2010 — создание первой полноценной коллекции дизайнерских вечерних шляп Anna Mikhailova. Впоследствии коллекции головных уборов обновляются ежегодно. Кроме разных видов вечерних шляпок, в них появляются короны, картузы, береты, чалмы, ободки и так далее.
2012 — персональная выставка «Истоки вдохновения» в Российской Национальной Библиотеке. Открывает школу «Студия управления образом». В общей сложности, за все годы существования её выпускниками стали около 5 тысяч человек.
2013 — участие в неделе моды «Дефиле на Неве» в качестве самостоятельного дизайнера-шляпника.
2015 — отмечает 15-летие творческой деятельности большим шоу в Музее А. С. Пушкина. Знакомится с сэром Филипом Трейси во время его выставки в музее «Эрарта» (небольшая экспозиция шляп Анны Михайловой «разогревает» публику в фойе) и получает от него высокую оценку работ, а также каталог с дарственной надписью.
2016 — становится партнёром региональных и международных конноспортивных кубков.
2018 — шляпы Анны Михайловой заказаны для 23 Dubai World Cup. Впервые шляпка от русского дизайнера замечена на гостье церемонии «Оскар». Шляпки, к этому моменту уже представленные в крупных универмагах Москвы и Петербурга, в Нью-Йорке, в Саратога Спрингс (США), начинают продаваться в Англии, Windsor. 19 мая в Виндзоре вступают в брак принц Гарри и Меган Маркл, перед церемонией было продано 37 шляп Анны Михайловой.
2019 — участие во всемирной выставке шляп London Hat Week.
2020 — выпускает первую коллекцию в коллаборации с современным искусством. Совместная выставка с художником-концептуалистом Игорем Макаревичем в Центре искусств и музыки ЦГПБ им. Маяковского.
2020 — некоммерческий фонд Michelangelo Foundation уведомляет Анну Михайлову, что она входит в число рекомендованных фондом мастеров и становится участником проекта Homo Faber, направленного на сохранение и поддержку уникальных ручных ремёсел.
2021 — Анна Михайлова знакомится с оперной примой Анной Нетребко и начинает создавать для неё эксклюзивные головные уборы.
2024 — с коллекцией «Хрустальные сны» принимает участие в четырнадцатом театрализованном дефиле «Ассоциации», посвященном юбилею А.С Пушкина, в Царском селе вместе с такими модельерами, как Татьяна Парфёнова, Владимир Бухинник, Лилия Киселенко, Стас Лопаткин. Постановщик фестиваля — Виктор Крамер.

## Общественная деятельность
2007 — вступает в должность президента Confederation Mondiale de la Coiffure — Russia
2009 — учреждает Петербургскую Ассамблею стилистов в составе российского отделения Confederation Mondiale de la Coiffure
2017 — участвует в правительственной делегации Санкт-Петербурга во время визита Баку как официальный представитель малого предпринимательства
С 2018 — соорганизатор международного конкурса красоты среди девушек с ограниченными возможностями «Невская краса».
2020 — становится одним из вдохновителей движения петербургских работников индустрии красоты против запрета на работу салонов в период карантина.
2022 — организует всероссийскую акцию «Красивый выход», которая прошла в 35 городах 4 марта 2022 года. В ходе акции более 500 женщин от Калининграда до Уссурийска одновременно пошли в театр в шляпках. Акция стала ежегодной, в 2024 году в ней приняли участие более 1000 женщин из разных регионов.

## Награды и премии
- 2008 — «Лучшее стилистическое шоу Европы» на чемпионате СМС в Софии. Становилась лауреатом этой награды трижды — в 2008, 2009 и 2011 годах[15].
- 2009 — национальная премия «Грация» в области красоты и здоровья[32]
- 2011 — «Топ −20 успешных людей Петербурга» в номинации «Персональный бренд»[33]
- 2012 — «Russian beauty award» в номинации «За вклад в парикмахерское искусство»[9]
- 2013 — «Russian beauty award» в номинации «Лучший салон красоты»[16].
- 2018 — медаль «За заслуги в культуре и искусстве» Российского творческого Союза работников культуры.

## Семья и личная жизнь
Была замужем трижды. От первого брака сын Владимир, родился в 1995 году. Работает в IT. Михайлова увлекается арт-кулинарией, организует обеды и фуршеты, где выступает как художник-кулинар и фуд-стилист.